# Arquivista dos Estados Unidos
O Arquivista dos Estados Unidos é o chefe e administrador principal da Administração Nacional de Arquivos e Documentos (NARA) dos Estados Unidos. O Arquivista é responsável pela supervisão e direção dos Arquivos Nacionais.
O primeiro Arquivista, R. D. W. Connor, começou a exercer a função em 1934, quando os Arquivos Nacionais foram estabelecidos como uma agência federal independente pelo Congresso. De 1949 a 1985, os Arquivistas atuaram como funcionários subordinados à Administração de Serviços Gerais, até que a Administração Nacional de Arquivos e Registros voltou a ser uma agência independente em 1º de abril de 1985.
O presidente Joe Biden nomeou Colleen Joy Shogan para o cargo em 3 de agosto de 2022. Ela foi confirmada pelo Senado e assumiu o cargo em maio de 2023, tornando-se a primeira mulher a ocupar a posição de forma permanente.. Em 6 de janeiro de 2025, o presidente eleito Donald Trump declarou, em entrevista por telefone a Hugh Hewitt, sua intenção de substituir Shogan como chefe da Administração Nacional de Arquivos e Documentos. Em 7 de fevereiro de 2025, foi relatado que Shogan havia sido destituída do cargo de Arquivista Nacional.

## Antecedentes e Função
O Arquivista dos Estados Unidos é nomeado pelo presidente com o conselho e consentimento do Senado. Sua principal responsabilidade é preservar e disponibilizar para estudo todos os registros permanentemente valiosos do governo federal, incluindo os documentos originais da Declaração de Independência, da Constituição e da Declaração dos Direitos, que estão em exposição no prédio principal dos Arquivos Nacionais em Washington, D.C.
Nos termos da Lei Pública nº 98-497, o Arquivista também deve manter a custódia das ratificações estaduais das emendas à Constituição. Cabe ao Arquivista emitir um certificado proclamando a ratificação de uma emenda e sua incorporação à Constituição caso a proposta seja aprovada por pelo menos três quartos das legislaturas estaduais. A emenda e seu certificado de ratificação são então publicados no Federal Register e incluídos nos United States Statutes at Large. Antes da promulgação dessa lei em 1984, essa responsabilidade pertencia à Administração de Serviços Gerais e, antes da criação dessa agência em 1949, fazia parte das funções do Secretário de Estado dos Estados Unidos.
De acordo com o Título 1, Capítulo 2, §106a do Código dos Estados Unidos, o Arquivista dos Estados Unidos também recebe a versão original de todas as leis federais promulgadas. As resoluções conjuntas e os atos do Congresso assinados pelo presidente são enviados ao Arquivista pelo Gabinete Executivo do Presidente. O mesmo ocorre quando uma lei entra em vigor sem a assinatura do presidente. No caso de um veto presidencial ser rejeitado pelo Congresso, a nova lei é transmitida ao Arquivista pelo presidente da última Casa do Congresso a considerar o projeto, certificando que a objeção presidencial foi superada. Em todas as situações, os Arquivos Nacionais mantêm a custódia do documento original e, por meio do Office of the Federal Register, atribuem um número de lei pública ao novo ato, providenciam sua publicação como slip law e garantem sua inclusão nos United States Statutes at Large. A impressão e a distribuição desses documentos são de responsabilidade do Government Publishing Office, chefiado pelo Diretor do Government Publishing Office.
Por meio do Office of the Federal Register, os Arquivos Nacionais também publicam documentos do Poder Executivo, como proclamações presidenciais e ordens executivas, mantendo a custódia dos documentos originais assinados. Além disso, os Arquivos Nacionais desempenham um papel essencial na preservação dos documentos e materiais presidenciais.
Em todas as eleições presidenciais dos Estados Unidos, o Arquivista tem responsabilidades relacionadas à custódia dos documentos do Colégio Eleitoral, incluindo os certificates of ascertainment, que confirmam os nomes dos eleitores presidenciais escolhidos em cada estado, e os certificates of vote, que registram os votos dos eleitores estaduais. Na prática, essas funções administrativas são delegadas ao Diretor do Federal Register.